# 二源镇
二源镇是中华人民共和国浙江省温州市文成县下辖的一个镇。
2015年12月25日，浙江省人民政府批复同意调整百丈漈镇管辖范围，增设二源镇，镇政府驻二源镇初阳路3号。

## 行政区划
二源镇下辖以下村级行政区划单位：
山头村、湖底村、驮田村、四格村、延坑下村、朱山村、岭头村、庄后村、陈村、坑底村、东坑村、呈岭村、钟垟村、陈钟村、二源村、谈阳村和榅树根村。